# بلیانکا
بلیانکا (به لاتین: Belyanka) یک منطقهٔ مسکونی در روسیه است که در باشقیرستان واقع شده‌است.